# Острату
Острату (рум. Ostratu) — село у повіті Ілфов в Румунії. Входить до складу комуни Корбянка.
Село розташоване на відстані 19 км на північ від Бухареста, 120 км на південь від Брашова.

## Населення
За даними перепису населення 2002 року у селі проживали 367 осіб, з них 366 осіб (99,7%) румунів. Рідною мовою 366 осіб (99,7%) назвали румунську.